# スティーヴン・マラン (小惑星)
スティーヴン・マラン (9768 Stephenmaran) は、小惑星帯に位置する小惑星である。シューメーカー夫妻がパロマー天文台で発見した。
アメリカ天文学会の広報担当を務めていた、元NASAの天文学者スティーヴン・マランに因んで名付けられた。